# Eocarinabeyrichia
Eocarinabeyrichia is een geslacht van uitgestorven kreeftachtigen uit de klasse van de Ostracoda (mosselkreeftjes).

## Soort
- Eocarinabeyrichia carinata Wang (S.), 1983 †